# Olympische Sommerspiele 2024/Teilnehmer (Belgien)
| Gelbes Symbol für Goldmedaillen mit stilisierten Olympischen Ringen | Graues Symbol für Silbermedaillen mit stilisierten Olympischen Ringen | Braundes Symbol für Bronzemedaillen mit stilisierten Olympischen Ringen |
| ------------------------------------------------------------------- | --------------------------------------------------------------------- | ----------------------------------------------------------------------- |
| 3                                                                   | 1                                                                     | 6                                                                       |

Belgien nahm an den Olympischen Spielen 2024 vom 26. Juli bis zum 11. August 2024 in Paris mit 167 Athleten (84 Männer, 83 Frauen) teil. Es war die insgesamt 28. Teilnahme an Olympischen Sommerspielen.

## Medaillen

### Medaillenspiegel
| Rang   | Sportart       | Gold | Silber | Bronze | Gesamt |
| ------ | -------------- | ---- | ------ | ------ | ------ |
| 1      | Radsport       | 2    | –      | 3      | 5      |
| 2      | Leichtathletik | 1    | 1      | 1      | 3      |
| 3      | Judo           | –    | –      | 1      | 1      |
| 4      | Taekwondo      | –    | –      | 1      | 1      |
| Gesamt | Gesamt         | 3    | 1      | 6      | 10     |

### Medaillengewinner
| Name/n                | Sportart       | Wettkampf                |
| --------------------- | -------------- | ------------------------ |
| Gold                  |                |                          |
| Remco Evenepoel       | Radsport       | Männer, Einzelzeitfahren |
| Remco Evenepoel       | Radsport       | Männer, Straßenrennen    |
| Nafissatou Thiam      | Leichtathletik | Frauen, Siebenkampf      |
| Silber                |                |                          |
| Bashir Abdi           | Leichtathletik | Männer, Marathon         |
| Bronze                |                |                          |
| Gabriella Willems     | Judo           | Frauen, Mittelgewicht    |
| Wout van Aert         | Radsport       | Männer, Einzelzeitfahren |
| Lotte Kopecky         | Radsport       | Frauen, Straßenrennen    |
| Noor Vidts            | Leichtathletik | Frauen, Siebenkampf      |
| Fabio Van den Bossche | Radsport       | Männer, Omnium           |
| Sarah Chaâri          | Taekwondo      | Frauen, Klasse bis 67 kg |

## Teilnehmer nach Sportarten

### Badminton
Über die Race-to-Paris-Rangliste konnten sich Athleten für die beiden Einzelwettbewerbe qualifizieren.
| Athleten        | Wettbewerb | Gruppenphase | Gruppenphase              | Gruppenphase | Gruppenphase | Achtelfinale  | Achtelfinale  | Viertelfinale | Viertelfinale | Halbfinale    | Halbfinale    | Finale / Platz 3 | Finale / Platz 3 | Rang |
| Athleten        | Wettbewerb | Gegner       | Ergebnis                  | Punkte       | Rang         | Gegner        | Ergebnis      | Gegner        | Ergebnis      | Gegner        | Ergebnis      | Gegner           | Ergebnis         | Rang |
| --------------- | ---------- | ------------ | ------------------------- | ------------ | ------------ | ------------- | ------------- | ------------- | ------------- | ------------- | ------------- | ---------------- | ---------------- | ---- |
| Frauen          |            |              |                           |              |              |               |               |               |               |               |               |                  |                  |      |
| Lianne Tan      | Einzel     | Tai T.-y.    | 0:2 (15:21, 14:21)        | 0            | 3            | ausgeschieden | ausgeschieden | ausgeschieden | ausgeschieden | ausgeschieden | ausgeschieden | ausgeschieden    | ausgeschieden    | 27   |
| Lianne Tan      | Einzel     | R. Intanon   | 0:2 (8:21, 8:21)          | 0            | 3            | ausgeschieden | ausgeschieden | ausgeschieden | ausgeschieden | ausgeschieden | ausgeschieden | ausgeschieden    | ausgeschieden    | 27   |
| Männer          |            |              |                           |              |              |               |               |               |               |               |               |                  |                  |      |
| Julien Carraggi | Einzel     | J. Christie  | 1:2 (21:18, 11:21, 16:21) | 0            | 3            | ausgeschieden | ausgeschieden | ausgeschieden | ausgeschieden | ausgeschieden | ausgeschieden | ausgeschieden    | ausgeschieden    | 27   |
| Julien Carraggi | Einzel     | L. Sen       | 0:2 (19:21, 14:21)        | 0            | 3            | ausgeschieden | ausgeschieden | ausgeschieden | ausgeschieden | ausgeschieden | ausgeschieden | ausgeschieden    | ausgeschieden    | 27   |

### Basketball
Durch ihren zweiten Platz beim Qualifikationsturnier in Antwerpen qualifizierten sich die belgischen Frauen für das olympische Turnier.

#### Basketball
| Wettbewerb       | Frauen |
| ---------------- | --- |
| Athleten         | Nastja Claessens Antonia Delaere Ine Joris Kyara Linskens Maxuella Lisowa Mbaka Becky Massey Billie Massey Emma Meesseman Bethy Mununga Elise Ramette Laure Resimont Julie Vanloo |
| Trainer          | Rachid Meziane |
| Gruppenphase     | Deutschland (69–83) Vereinigte Staaten (74–87) Japan (85–58) |
| Viertelfinale    | Spanien (79–66) |
| Halbfinale       | Frankreich (75–81) |
| Spiel um Platz 3 | Australien (81–85) |
| Rang             | 4 |

### Boxen
Über die Europaspiele 2023 erhielten Oshin Derieuw und Vasile Usturoi namentliche Quotenplätze für die Olympischen Spiele. Victor Schelstraete qualifizierte sich über das zweite internationale Qualifikationsturnier in Bangkok.
| Athleten            | Wettbewerb       | 1. Runde | 1. Runde | Achtelfinale          | Achtelfinale | Viertelfinale | Viertelfinale | Halbfinale    | Halbfinale    | Finale        | Finale        | Rang |
| Athleten            | Wettbewerb       | Gegner   | Ergebnis | Gegner                | Ergebnis     | Gegner        | Ergebnis      | Gegner        | Ergebnis      | Gegner        | Ergebnis      | Rang |
| ------------------- | ---------------- | -------- | -------- | --------------------- | ------------ | ------------- | ------------- | ------------- | ------------- | ------------- | ------------- | ---- |
| Frauen              |                  |          |          |                       |              |               |               |               |               |               |               |      |
| Oshin Derieuw       | Klasse bis 66 kg | Freilos  | Freilos  | I. Moreira            | 3:2          | Yang L.       | 0:5           | ausgeschieden | ausgeschieden | ausgeschieden | ausgeschieden | 5    |
| Männer              |                  |          |          |                       |              |               |               |               |               |               |               |      |
| Vasile Usturoi      | Klasse bis 57 kg | Freilos  | Freilos  | C. Senior             | 1:4          | ausgeschieden | ausgeschieden | ausgeschieden | ausgeschieden | ausgeschieden | ausgeschieden | 9    |
| Victor Schelstraete | Klasse bis 92 kg | —        | —        | A. Plodzicki-Faoagali | 5:0          | E. Reyes      | 0:5           | ausgeschieden | ausgeschieden | ausgeschieden | ausgeschieden | 5    |

### Fechten
Als einer der beiden besten europäischen Degenfechter, dessen Mannschaft sich nicht qualifizierte, erhielt Neisser Loyola einen persönlichen Startplatz für den olympischen Wettbewerb.
| Athleten       | Wettbewerb   | 1. Runde | 1. Runde | 2. Runde  | 2. Runde | Achtelfinale | Achtelfinale | Viertelfinale | Viertelfinale | Halbfinale / Klassifikation | Halbfinale / Klassifikation | Finale / Platzierung | Finale / Platzierung | Rang |
| Athleten       | Wettbewerb   | Gegner   | Ergebnis | Gegner    | Ergebnis | Gegner       | Ergebnis     | Gegner        | Ergebnis      | Gegner                      | Ergebnis                    | Gegner               | Ergebnis             | Rang |
| -------------- | ------------ | -------- | -------- | --------- | -------- | ------------ | ------------ | ------------- | ------------- | --------------------------- | --------------------------- | -------------------- | -------------------- | ---- |
| Männer         |              |          |          |           |          |              |              |               |               |                             |                             |                      |                      |      |
| Neisser Loyola | Degen Einzel | Freilos  | Freilos  | A. Bayard | 15:9     | G. Siklósi   | 14:13        | M. El-Sayed   | 8:9           | ausgeschieden               | ausgeschieden               | ausgeschieden        | ausgeschieden        | 8    |

### Gewichtheben
Über die olympische Rangliste der IWF qualifizierte sich Nina Sterckx für den Wettbewerb im Bantamgewicht der Frauen.
| Athleten     | Wettbewerb       | Reißen                | Reißen                | Stoßen        | Stoßen        | Zweikampf     | Zweikampf     | Rang |
| Athleten     | Wettbewerb       | Gewicht               | Rang                  | Gewicht       | Rang          | Gewicht       | Rang          | Rang |
| ------------ | ---------------- | --------------------- | --------------------- | ------------- | ------------- | ------------- | ------------- | ---- |
| Frauen       |                  |                       |                       |               |               |               |               |      |
| Nina Sterckx | Klasse bis 49 kg | ohne gültigen Versuch | ohne gültigen Versuch | ausgeschieden | ausgeschieden | ausgeschieden | ausgeschieden | DNF  |

### Golf
Über das Olympic Golf Ranking der IGF qualifizierten sich drei belgische Golfer für die Olympischen Spiele.
| Athleten                  | Runde 1 | Runde 2 | Runde 3 | Runde 4 | Gesamt | Par | Rang |
| ------------------------- | ------- | ------- | ------- | ------- | ------ | --- | ---- |
| Frauen                    |         |         |         |         |        |     |      |
| Manon De Roey             | 72      | 75      | 71      | 72      | 290    | +2  | 29   |
| Männer                    |         |         |         |         |        |     |      |
| Thomas Detry              | 71      | 63      | 69      | 69      | 272    | −12 | 9    |
| Adrien Dumont de Chassart | 70      | 70      | 70      | 73      | 283    | −1  | 40   |

### Hockey
Beide belgischen Hockeynationalmannschaften haben ihre jeweiligen Qualifikationsturniere in Valencia gewonnen sich damit ihren Startplatz bei den Olympischen Spielen erspielt.
| Wettbewerb    | Frauen | Männer |
| ------------- | --- | --- |
| Athleten      | Ambre Ballenghien Camille Belis Vanessa Blockmans Hélène Brasseur Lucie Breyne Aisling D'Hooghe Charlotte Englebert Alix Gerniers Lien Hillewaert Delphine-Daphne Marien Barbara Nelen Élodie Picard Emma Puvrez Justine Rasir Abigail Raye Michelle Struijk Stéphanie Vanden Borre Judith Vandermeiren Emily White | Gauthier Boccard Tom Boon Nicolas De Kerpel Arthur De Sloover Félix Denayer John-John Dohmen Alexander Hendrickx Antoine Kina Loïck Luypaert Nelson Onana Alima Thibeau Stockbroekx Florent Van Aubel Arno Van Dessel Arthur Van Doren Victor Wegnez Vincent Vanasch Cédric Charlier Loic Van Doren Maxime Van Oost |
| Trainer       | Raoul Ehren | Michel van den Heuvel |
| Gruppenphase  | China (2:1) Frankreich (5:0) Japan (3:0) Niederlande (1:3) Deutschland (2:0) | Irland (2:0) Neuseeland (2:1) Australien (6:2) Indien (2:1) Argentinien (3:3) |
| Viertelfinale | Spanien (2:0) | Spanien (2:3) |
| Halbfinale    | China (2:3) | ausgeschieden |
| Finale        | Argentinien (2:2, 1:3 PSO) | ausgeschieden |
| Rang          | 4 | 5 |

### Judo
Über die IJF-Weltrangliste konnten sich vier belgische Judokas qualifizieren.
| Athleten          | Wettbewerb        | 1. Runde     | 1. Runde | 2. Runde | 2. Runde | Achtelfinale  | Achtelfinale  | Viertelfinale | Viertelfinale | Halbfinale / Trostrunde | Halbfinale / Trostrunde | Finale / Platz 3 | Finale / Platz 3 | Rang   |
| Athleten          | Wettbewerb        | Gegner       | Ergebnis | Gegner   | Ergebnis | Gegner        | Ergebnis      | Gegner        | Ergebnis      | Gegner                  | Ergebnis                | Gegner           | Ergebnis         | Rang   |
| ----------------- | ----------------- | ------------ | -------- | -------- | -------- | ------------- | ------------- | ------------- | ------------- | ----------------------- | ----------------------- | ---------------- | ---------------- | ------ |
| Frauen            |                   |              |          |          |          |               |               |               |               |                         |                         |                  |                  |        |
| Gabriella Willems | Klasse bis 70 kg  | M. Pérez     | 10:0     | —        | —        | E. Teltsidou  | 10:0          | M. Butkereit  | 0:10          | M.-È. Gahié             | 10:0                    | S. v. Dijke      | 1:0              | Bronze |
| Männer            |                   |              |          |          |          |               |               |               |               |                         |                         |                  |                  |        |
| Jorre Verstraeten | Klasse bis 60 kg  | J. Moreno    | 1:0s1    | —        | —        | F. Garrigós   | 0s2:1s2       | ausgeschieden | ausgeschieden | ausgeschieden           | ausgeschieden           | ausgeschieden    | ausgeschieden    | 9      |
| Matthias Casse    | Klasse bis 81 kg  | Freilos      | Freilos  | S. Arab  | 11:1     | A. Ungvári    | 10s1:0s2      | T. Nagase     | 0s1:1s1       | F. Gauthier-Drapeau     | 1:0s1                   | Lee J.-h.        | 0s1:1s1          | 5      |
| Toma Nikiforov    | Klasse bis 100 kg | N. Scharchan | 0:10     | —        | —        | ausgeschieden | ausgeschieden | ausgeschieden | ausgeschieden | ausgeschieden           | ausgeschieden           | ausgeschieden    | ausgeschieden    | 17     |

### Kanu
Bei den Weltmeisterschaften 2023 konnten belgische Kanusportler Quotenplätze für zwei Wettbewerbe erreichen.

#### Kanurennsport
| Athleten                   | Wettbewerb | Vorlauf     | Vorlauf | Viertelfinale | Viertelfinale | Halbfinale  | Halbfinale | A/B-Finale  | A/B-Finale | Rang |
| Athleten                   | Wettbewerb | Zeit        | Rang    | Zeit          | Rang          | Zeit        | Rang       | Zeit        | Rang       | Rang |
| -------------------------- | ---------- | ----------- | ------- | ------------- | ------------- | ----------- | ---------- | ----------- | ---------- | ---- |
| Frauen                     |            |             |         |               |               |             |            |             |            |      |
| Lize Broekx                | K1 500 m   | 1:52,32 min | 5       | 1:49,78 min   | 1             | 1:52,84 min | 4          | 1:53,67 min | 6          | 14   |
| Hermien Peters             | K1 500 m   | 1:51,46 min | 2       | —             | —             | 1:49,87 min | 2          | 1:52,26 min | 7          | 7    |
| Lize Broekx Hermien Peters | K2 500 m   | 1:41,80 min | 2       | —             | —             | 1:39,74 min | 2          | 1:39,84 min | 5          | 5    |
| Männer                     |            |             |         |               |               |             |            |             |            |      |
| Artuur Peters              | K1 1000 m  | 3:31,55 min | 4       | 3:51,20 min   | 6             | 3:32,81 min | 6          | 3:30,29 min | 5          | 13   |

### Leichtathletik
Die Olympianormen des Weltverbandes haben 21 belgische Leichtathleten erreicht. Über die World Athletics Relays 2024 konnten sich außerdem drei belgische Staffeln für die Olympischen Spiele qualifizieren.
Laufen und Gehen
| Athleten                                                                                           | Wettbewerb   | Vorlauf      | Vorlauf | Hoffnungslauf | Hoffnungslauf | Halbfinale    | Halbfinale    | Finale        | Finale        | Rang          |
| Athleten                                                                                           | Wettbewerb   | Zeit         | Rang    | Zeit          | Rang          | Zeit          | Rang          | Zeit          | Rang          | Rang          |
| -------------------------------------------------------------------------------------------------- | ------------ | ------------ | ------- | ------------- | ------------- | ------------- | ------------- | ------------- | ------------- | ------------- |
| Frauen                                                                                             |              |              |         |               |               |               |               |               |               |               |
| Delphine Nkansa                                                                                    | 100 m        | 11,20 s      | 3       | —             | —             | 11,28 s       | 7             | ausgeschieden | ausgeschieden | 19            |
| Rani Rosius                                                                                        | 100 m        | 11,10 s      | 4       | —             | —             | 11,29 s       | 8             | ausgeschieden | ausgeschieden | 20            |
| Imke Vervaet                                                                                       | 200 m        | 23,20 s      | 7       | 23,33 s       | 3             | ausgeschieden | ausgeschieden | ausgeschieden | ausgeschieden | 31            |
| Cynthia Bolingo Mbongo                                                                             | 400 m        | 52,77 s      | 8       | DNS           | DNS           | ausgeschieden | ausgeschieden | ausgeschieden | ausgeschieden | ausgeschieden |
| Helena Ponette                                                                                     | 400 m        | 51,75 s      | 6       | 51,46 s       | 5             | ausgeschieden | ausgeschieden | ausgeschieden | ausgeschieden | 32            |
| Elise Vanderelst                                                                                   | 1500 m       | 4:06,95 min  | 9       | 4:08,86 min   | 7             | ausgeschieden | ausgeschieden | ausgeschieden | ausgeschieden | 35            |
| Lisa Rooms                                                                                         | 5000 m       | 15:37,55 min | 15      | —             | —             | —             | —             | ausgeschieden | ausgeschieden | 32            |
| Hanne Claes                                                                                        | 400 m Hürden | 54,80 s      | 4       | —             | —             | 55,96 s       | 8             | ausgeschieden | ausgeschieden | 24            |
| Paulien Couckuyt                                                                                   | 400 m Hürden | 54,90 s      | 4       | —             | —             | 54,64 s       | 5             | ausgeschieden | ausgeschieden | 11            |
| Naomi Van Den Broeck                                                                               | 400 m Hürden | 55,51 s      | 5       | 55,11 s       | 2             | 54,94 s       | 6             | ausgeschieden | ausgeschieden | 18            |
| Chloé Herbiet                                                                                      | Marathon     | —            | —       | —             | —             | —             | —             | DNF           | DNF           | DNF           |
| Hanne Verbruggen                                                                                   | Marathon     | —            | —       | —             | —             | —             | —             | 2:29:03 h     | 19            | 19            |
| Elise Mehuys Delphine Nkansa Rani Rosius Rani Vincke                                               | 4 × 100 m    | DSQ          | DSQ     | —             | —             | —             | —             | ausgeschieden | ausgeschieden | ausgeschieden |
| Naomi Van Den Broeck (Finale) Imke Vervaet Hanne Claes Helena Ponette Camille Laus (Vorlauf)       | 4 × 400 m    | 3:34,92 min  | 4       | —             | —             | —             | —             | 3:22,40 min   | 7             | 7             |
| Männer                                                                                             |              |              |         |               |               |               |               |               |               |               |
| Dylan Borlée                                                                                       | 400 m        | 45,36 s      | 5       | 45,51 s       | 4             | ausgeschieden | ausgeschieden | ausgeschieden | ausgeschieden | 27            |
| Alexander Doom                                                                                     | 400 m        | 45,01 s      | 2       | —             | —             | 1:55,10 min   | 8             | ausgeschieden | ausgeschieden | 23            |
| Jonathan Sacoor                                                                                    | 400 m        | 45,08 s      | 4       | DNS           | DNS           | ausgeschieden | ausgeschieden | ausgeschieden | ausgeschieden | ausgeschieden |
| Eliott Crestan                                                                                     | 800 m        | 1:45,51 min  | 1       | —             | —             | 1:43,72 min   | 5             | ausgeschieden | ausgeschieden | 9             |
| Pieter Sisk                                                                                        | 800 m        | 1:46,60 min  | 6       | 1:45,49 min   | 3             | ausgeschieden | ausgeschieden | ausgeschieden | ausgeschieden | 27            |
| Tibo De Smet                                                                                       | 800 m        | 1:46,03 min  | 7       | 1:46,59 min   | 4             | ausgeschieden | ausgeschieden | ausgeschieden | ausgeschieden | 40            |
| Ruben Verheyden                                                                                    | 1500 m       | 3:36,62 min  | 12      | 3:36,06 min   | 10            | ausgeschieden | ausgeschieden | ausgeschieden | ausgeschieden | 33            |
| Jochem Vermeulen                                                                                   | 1500 m       | 3:36,66 min  | 7       | 3:36,14 min   | 6             | ausgeschieden | ausgeschieden | ausgeschieden | ausgeschieden | 34            |
| John Heymans                                                                                       | 5000 m       | 14:08,33 min | 3       | —             | —             | —             | —             | 13:19,25 min  | 11            | 11            |
| Isaac Kimeli                                                                                       | 5000 m       | 13:52,18 min | 3       | —             | —             | —             | —             | 13:18,10 min  | 8             | 8             |
| Isaac Kimeli                                                                                       | 10.000 m     | —            | —       | —             | —             | —             | —             | 27:51,52 min  | 19            | 19            |
| Elie Bacari                                                                                        | 110 m Hürden | 13,66 s      | 7       | 14,13 s       | 7             | ausgeschieden | ausgeschieden | ausgeschieden | ausgeschieden | 37            |
| Michael Obasuyi                                                                                    | 110 m Hürden | 13,41 s      | 3       | —             | —             | 13,36 s       | 5             | ausgeschieden | ausgeschieden | 14            |
| Bashir Abdi                                                                                        | Marathon     | —            | —       | —             | —             | —             | —             | 2:06:47 h     | 2             | Silber        |
| Koen Naert                                                                                         | Marathon     | —            | —       | —             | —             | —             | —             | 2:16:33 h     | 61            | 61            |
| Michael Somers                                                                                     | Marathon     | —            | —       | —             | —             | —             | —             | 2:10:32 h     | 22            | 22            |
| Jonathan Sacoor Dylan Borlée Kévin Borlée Florent Mabille                                          | 4 × 400 m    | 2:59,84 min  | 2       | —             | —             | —             | —             | 2:57,75 min   | 4             | 4             |
| Mixed                                                                                              |              |              |         |               |               |               |               |               |               |               |
| Alexander Doom (Finale) Helena Ponette Jonathan Sacoor Naomi Van Den Broeck Kévin Borlée (Vorlauf) | 4 × 400 m    | 3:10,74 min  | 3       | —             | —             | —             | —             | 3:09,36 min   | 4             | 4             |

Springen und Werfen
| Athleten              | Wettbewerb     | Qualifikation | Qualifikation | Finale        | Finale        | Rang |
| Athleten              | Wettbewerb     | Weite/Höhe    | Rang          | Weite/Höhe    | Rang          | Rang |
| --------------------- | -------------- | ------------- | ------------- | ------------- | ------------- | ---- |
| Frauen                |                |               |               |               |               |      |
| Vanessa Sterckendries | Hammerwurf     | 67,67 m       | 24            | ausgeschieden | ausgeschieden | 24   |
| Männer                |                |               |               |               |               |      |
| Thomas Carmoy         | Hochsprung     | 2,20 m        | 19            | ausgeschieden | ausgeschieden | 19   |
| Ben Broeders          | Stabhochsprung | 5,60 m        | 15            | ausgeschieden | ausgeschieden | 15   |
| Philip Milanov        | Diskuswurf     | 62,44 m       | 15            | ausgeschieden | ausgeschieden | 15   |
| Timothy Herman        | Speerwurf      | 79,42 m       | 20            | ausgeschieden | ausgeschieden | 20   |

Mehrkampf 
| Athletinnen      | 100 m Hürden | 100 m Hürden | Hochsprung | Hochsprung | Kugelstoßen | Kugelstoßen | 200 m   | 200 m  | Weitsprung | Weitsprung | Speerwurf | Speerwurf | 800 m       | 800 m  | Punkte | Rang   |
| Athletinnen      | Zeit         | Punkte       | Höhe       | Punkte     | Weite       | Punkte      | Zeit    | Punkte | Weite      | Punkte     | Weite     | Punkte    | Zeit        | Punkte | Punkte | Rang   |
| ---------------- | ------------ | ------------ | ---------- | ---------- | ----------- | ----------- | ------- | ------ | ---------- | ---------- | --------- | --------- | ----------- | ------ | ------ | ------ |
| Siebenkampf      |              |              |            |            |             |             |         |        |            |            |           |           |             |        |        |        |
| Nafissatou Thiam | 13,56 s      | 1041         | 1,92 m     | 1132       | 15,54 m     | 897         | 24,46 s | 937    | 6,41 m     | 978        | 54,04 m   | 939       | 2:10,62 min | 956    | 6880   | Gold   |
| Noor Vidts       | 13,10 s      | 1109         | 1,83 m     | 1016       | 14,57 m     | 832         | 23,86 s | 994    | 6,40 m     | 975        | 45,00 m   | 763       | 2:06,38 min | 1018   | 6707   | Bronze |

### Radsport
Über die UCI-Straßen-Weltrangliste nach Nationen erhielt Belgien das Maximum von vier Startplätzen für die Straßenrennen der Frauen und Männer. Durch die entsprechende Ranglistenposition und den Ergebnissen bei den Weltmeisterschaften 2023 dürfen im Einzelzeitfahren bei den Männern zwei und bei den Frauen eine Radsportlerin an den Start gehen. Auf der Bahn ist man durch die Platzierungen in den entsprechenden Qualifikationsranglisten in sieben Wettbewerben vertreten. Über das olympische Qualifikationsranking im Mountainbike erhielt Belgien einen Startplatz bei den Frauen und zwei Startplätze bei den Männern. Im BMX-Rennsport erhielt man je einen Startplatz bei Frauen und Männern durch den jeweils 10. Platz in den olympischen Qualifikationsrankings.

#### Bahn
Der ursprünglich für Mannschaftsverfolgung und Madison nominierte Robbe Ghys musste wegen einer Verletzung kurzfristig durch Noah Vandenbranden ersetzt werden.
| Athleten                                                             | Wettbewerb            | Rang   | Details                                                                                          |
| -------------------------------------------------------------------- | --------------------- | ------ | ------------------------------------------------------------------------------------------------ |
| Frauen                                                               |                       |        |                                                                                                  |
| Nicky Degrendele                                                     | Sprint                | DNS    |                                                                                                  |
| Nicky Degrendele                                                     | Keirin                | 11     | Runde 1: Platz 1 Viertelfinale: Platz 3 Halbfinale: Platz 4 B-Finale: Platz 5                    |
| Julie Nicolaes                                                       | Sprint                | 24     | Qualifikation: Platz 24 Runde der letzten 64: Verloren Hoffnungsrunde 1: Platz 3                 |
| Julie Nicolaes                                                       | Keirin                | 19     | Runde 1: Platz 5 Hoffnungslauf: Platz 3                                                          |
| Katrijn De Clercq Hélène Hesters                                     | Madison               | 10     | Punkte: 5                                                                                        |
| Lotte Kopecky                                                        | Omnium                | 4      | Scratch: 8 Punkte Temporennen: 30 Punkte Ausscheidungsfahren: 34 Punkte Punktefahren: 44 Punkte  |
| Männer                                                               |                       |        |                                                                                                  |
| Tuur Dens Lindsay De Vylder Fabio Van den Bossche Noah Vandenbranden | Mannschaftsverfolgung | 8      | Qualifikation: 7. Erste Runde: Verloren                                                          |
| Lindsay De Vylder Fabio Van den Bossche                              | Madison               | 10     | −11 Punkte                                                                                       |
| Fabio Van den Bossche                                                | Omnium                | Bronze | Scratch: 36 Punkte Temporennen: 40 Punkte Ausscheidungsfahren: 30 Punkte Punktefahren: 25 Punkte |

#### Straße
| Athleten              | Wettbewerb       | Zeit         | Rang   |
| --------------------- | ---------------- | ------------ | ------ |
| Frauen                |                  |              |        |
| Justine Ghekiere      | Straßenrennen    | 4:04:23 h    | 24     |
| Lotte Kopecky         | Straßenrennen    | 4:00:21 h    | Bronze |
| Lotte Kopecky         | Einzelzeitfahren | 41:34,82 min | 6      |
| Julie Van de Velde    | Straßenrennen    | 4:07:21 h    | 53     |
| Margot Vanpachtenbeke | Straßenrennen    | 4:07:16 h    | 43     |
| Männer                |                  |              |        |
| Wout van Aert         | Straßenrennen    | 6:23:21 h    | 37     |
| Wout van Aert         | Einzelzeitfahren | 36:37,79 min | Bronze |
| Tiesj Benoot          | Straßenrennen    | 6:26:57 h    | 48     |
| Remco Evenepoel       | Straßenrennen    | 6:19:34 h    | Gold   |
| Remco Evenepoel       | Einzelzeitfahren | 36:12,16 min | Gold   |
| Jasper Stuyven        | Straßenrennen    | 6:21:54 h    | 21     |

#### Mountainbike
| Athleten            | Wettbewerb    | Zeit      | Rang |
| ------------------- | ------------- | --------- | ---- |
| Frauen              |               |           |      |
| Emeline Detilleux   | Cross-Country | LAP       | 25   |
| Männer              |               |           |      |
| Pierre de Froidmont | Cross-Country | 1:30:21 h | 18   |
| Jens Schuermans     | Cross-Country | 1:33:29 h | 26   |

#### BMX-Rennsport
| Athleten      | Wettbewerb | Viertelfinale | Viertelfinale | Last Chance Race | Last Chance Race | Halbfinale    | Halbfinale    | Finale        | Finale        | Rang |
| Athleten      | Wettbewerb | Punkte        | Rang          | Zeit             | Rang             | Punkte        | Rang          | Zeit          | Rang          | Rang |
| ------------- | ---------- | ------------- | ------------- | ---------------- | ---------------- | ------------- | ------------- | ------------- | ------------- | ---- |
| Frauen        |            |               |               |                  |                  |               |               |               |               |      |
| Aiko Gommers  | BMX-Rennen | 19            | 19            | 38,819 s         | 5                | ausgeschieden | ausgeschieden | ausgeschieden | ausgeschieden | 17   |
| Männer        |            |               |               |                  |                  |               |               |               |               |      |
| Ruben Gommers | BMX-Rennen | 15            | 13            | 1:36,250 min     | 7                | ausgeschieden | ausgeschieden | ausgeschieden | ausgeschieden | 19   |

### Reiten
Über die Europameisterschaften im Dressurreiten und im Vielseitigkeitsreiten sowie über den FEI Jumping Nations Cup 2022 im Springreiten haben sich alle belgischen Mannschaften qualifiziert. In den jeweiligen Einzelwettbewerben kann auch jeweils das Maximum von drei Reitern an den Start gehen.

#### Dressurreiten
| Athleten                                       | Wettbewerb | Prozent / Punkte           | Prozent / Punkte | Prozent / Punkte | Rang |
| Athleten                                       | Wettbewerb | Grand Prix (Qualifikation) | GP Spécial       | GP Kür           | Rang |
| ---------------------------------------------- | ---------- | -------------------------- | ---------------- | ---------------- | ---- |
| Flore De Winne                                 | Einzel     | 73,028 %                   | —                | ausgeschieden    | 19   |
| Domien Michiels                                | Einzel     | 72,531 %                   | —                | ausgeschieden    | 22   |
| Larissa Pauluis                                | Einzel     | 72,127 %                   | —                | ausgeschieden    | 23   |
| Flore De Winne Domien Michiels Larissa Pauluis | Mannschaft | 217,686 %                  | 215,714 %        | —                | 5    |

#### Springreiten
| Athleten                                | Wettbewerb | Strafpunkte   | Strafpunkte   | Strafpunkte   | Strafpunkte   | Strafpunkte   | Strafpunkte   | Rang |
| Athleten                                | Wettbewerb | Einzelwertung | Einzelwertung | Einzelwertung | Nationenpreis | Nationenpreis | Nationenpreis | Rang |
| Athleten                                | Wettbewerb | 1. Umlauf     | 2. Umlauf     | Stechen       | 1. Umlauf     | 2. Umlauf     | Stechen       | Rang |
| --------------------------------------- | ---------- | ------------- | ------------- | ------------- | ------------- | ------------- | ------------- | ---- |
| Jérôme Guery                            | Einzel     | 4             | ausgeschieden | ausgeschieden | —             | —             | —             | 35   |
| Gilles Thomas                           | Einzel     | 0             | 8             | —             | —             | —             | —             | 20   |
| Grégory Wathelet                        | Einzel     | 4             | 8             | —             | —             | —             | —             | 15   |
| Jérôme Guery Gilles Thomas Wilm Vermeir | Mannschaft | —             | —             | —             | 8             | 20            | —             | 8    |

#### Vielseitigkeitsreiten
| Athleten | Wettbewerb | Minuspunkte Dressur | Minuspunkte Gelände | Minuspunkte Springen | Minuspunkte Springen | Minuspunkte Gesamt | Rang |
| --- | ---------- | ------------------- | ------------------- | -------------------- | -------------------- | ------------------ | ---- |
| Lara De Liedekerke-Meier mit Origi                                                                                        | Einzel     | 30,00               | 1,20                | 4,40                 | 0,00                 | 35,60              | 13   |
| Karin Donckers mit Leipheimer Van 'T Verahof                                                                              | Einzel     | 26,60               | 7,20                | 4,00                 | 0,40                 | 38,20              | 16   |
| Tine Magnus mit Did van het Lichterveld Z                                                                                 | Einzel     | 44,00               | 2,00                | 4,00                 | ausgeschieden        | 50,00              | 28   |
| Tine Magnus mit Did van het Lichterveld Z Karin Donckers mit Leipheimer Van 'T Verahof Lara De Liedekerke-Meier mit Origi | Mannschaft | 100,60              | 10,40               | 12,40                | —                    | 123,40             | 4    |

### Rudern
Bei der europäischen Qualifikationsregatta konnten Startplätze in zwei Bootsklassen erreicht werden.
| Athleten                       | Wettbewerb                  | Vorlauf     | Vorlauf | Vorlauf       | Hoffnungslauf / Viertelfinale | Hoffnungslauf / Viertelfinale | Hoffnungslauf / Viertelfinale | Halbfinale  | Halbfinale | Halbfinale    | Finale      | Finale | Rang |
| Athleten                       | Wettbewerb                  | Zeit        | Rang    | Qualifikation | Zeit                          | Rang                          | Qualifikation                 | Zeit        | Rang       | Qualifikation | Zeit        | Rang   | Rang |
| ------------------------------ | --------------------------- | ----------- | ------- | ------------- | ----------------------------- | ----------------------------- | ----------------------------- | ----------- | ---------- | ------------- | ----------- | ------ | ---- |
| Männer                         |                             |             |         |               |                               |                               |                               |             |            |               |             |        |      |
| Tim Brys                       | Einer                       | 6:52,35 min | 3       | Viertelfinale | 6:46,26 min                   | 2                             | Halbfinale A/B                | 6:45,32 min | 3          | A-Finale      | 6:48,44 min | 4      | 4    |
| Niels Van Zandweghe Tibo Vyvey | Leichtgewichts-Doppelzweier | 6:45,07 min | 3       | Hoffnungslauf | 6:42,99 min                   | 1                             | Halbfinale A/B                | 6:30,49 min | 5          | B-Finale      | 6:20,28 min | 3      | 9    |

### Schwimmen
| Athleten          | Wettbewerb          | Vorlauf     | Vorlauf | Halbfinale  | Halbfinale | Finale        | Finale        | Rang |
| Athleten          | Wettbewerb          | Zeit        | Rang    | Zeit        | Rang       | Zeit          | Rang          | Rang |
| ----------------- | ------------------- | ----------- | ------- | ----------- | ---------- | ------------- | ------------- | ---- |
| Frauen            |                     |             |         |             |            |               |               |      |
| Florine Gaspard   | 50 m Freistil       | 24,69 s     | 14      | 24,82 s     | 15         | ausgeschieden | ausgeschieden | 15   |
| Valentine Dumont  | 200 m Freistil      | 1:57,50 min | 12      | 1:57,50 min | 13         | ausgeschieden | ausgeschieden | 13   |
| Valentine Dumont  | 400 m Freistil      | 4:08,25 min | 12      | —           | —          | ausgeschieden | ausgeschieden | 12   |
| Roos Vanotterdijk | 100 m Rücken        | 59,68 s     | 9       | 59,86 s     | 10         | ausgeschieden | ausgeschieden | 10   |
| Roos Vanotterdijk | 100 m Schmetterling | 57,54 s     | 10      | 57,25 s     | 10         | ausgeschieden | ausgeschieden | 10   |
| Männer            |                     |             |         |             |            |               |               |      |
| Lucas Henveaux    | 200 m Freistil      | 1:46,04 min | 3       | 1:46,20 min | 11         | ausgeschieden | ausgeschieden | 11   |
| Lucas Henveaux    | 400 m Freistil      | 3:46,76 min | 12      | —           | —          | ausgeschieden | ausgeschieden | 12   |
| Lucas Henveaux    | 800 m Freistil      | 7:51,51 min | 19      | —           | —          | ausgeschieden | ausgeschieden | 19   |

### Segeln
Über die Segel-Weltmeisterschaften 2023 erhielt Belgien Quotenplätze in drei Bootsklassen. Bei der Last Chance Regatta 2024 in der französischen Hafenstadt Hyères kamen zwei weitere Boote hinzu.
| Athleten                           | Wettbewerb   | Qualifikation | Qualifikation | Medal Race    | Medal Race    | Punkte | Rang |
| Athleten                           | Wettbewerb   | Punkte        | Rang          | Punkte        | Rang          | Punkte | Rang |
| ---------------------------------- | ------------ | ------------- | ------------- | ------------- | ------------- | ------ | ---- |
| Frauen                             |              |               |               |               |               |        |      |
| Emma Plasschaert                   | Laser Radial | 83            | 6             | 16            | 8             | 99     | 7    |
| Anouk Geurts Isaura Maenhaut       | 49erFX       | 115           | 14            | ausgeschieden | ausgeschieden | 115    | 14   |
| Männer                             |              |               |               |               |               |        |      |
| William De Smet                    | Laser        | 131           | 22            | ausgeschieden | ausgeschieden | 131    | 22   |
| Jan Heuninck Yannick Lefèbvre      | 49er         | 127           | 16            | ausgeschieden | ausgeschieden | 127    | 16   |
| Mixed                              |              |               |               |               |               |        |      |
| Lucas Claeyssens Eline Verstraelen | Nacra 17     | 186           | 19            | ausgeschieden | ausgeschieden | 186    | 19   |

### Sportklettern
Über die olympische Qualifikationsserie qualifizierte sich Hannes Van Duysen für die Kombination der Männer.
Kombination
| Athleten          | Qualifikation | Qualifikation | Qualifikation | Qualifikation | Qualifikation | Qualifikation | Finale        | Finale        | Finale        | Finale        | Finale        | Rang |
| Athleten          | Bouldern      | Bouldern      | Lead          | Lead          | Ergebnis      | Rang          | Bouldern      | Bouldern      | Lead          | Lead          | Ergebnis      | Rang |
| Athleten          | Ergebnis      | Rang          | Griffe        | Rang          | Ergebnis      | Rang          | Ergebnis      | Rang          | Griffe        | Rang          | Ergebnis      | Rang |
| ----------------- | ------------- | ------------- | ------------- | ------------- | ------------- | ------------- | ------------- | ------------- | ------------- | ------------- | ------------- | ---- |
| Männer            |               |               |               |               |               |               |               |               |               |               |               |      |
| Hannes Van Duysen | 34,3          | 7             | 12,0          | 17            | 46,3          | 14            | ausgeschieden | ausgeschieden | ausgeschieden | ausgeschieden | ausgeschieden | 14   |

### Taekwondo
Über die olympische Rangliste qualifizierte sich Sarah Chaâri im Mittelgewicht der Frauen für ihre ersten Olympischen Spiele.
| Athleten     | Wettbewerb       | Achtelfinale | Achtelfinale | Viertelfinale | Viertelfinale | Hoffnungsrunde Halbfinale | Hoffnungsrunde Halbfinale | Halbfinale | Halbfinale | Hoffnungsrunde Finale | Hoffnungsrunde Finale | Finale        | Finale        | Rang   |
| Athleten     | Wettbewerb       | Gegner       | Ergebnis     | Gegner        | Ergebnis      | Gegner                    | Ergebnis                  | Gegner     | Ergebnis   | Gegner                | Ergebnis              | Gegner        | Ergebnis      | Rang   |
| ------------ | ---------------- | ------------ | ------------ | ------------- | ------------- | ------------------------- | ------------------------- | ---------- | ---------- | --------------------- | --------------------- | ------------- | ------------- | ------ |
| Frauen       |                  |              |              |               |               |                           |                           |            |            |                       |                       |               |               |        |
| Sarah Chaâri | Klasse bis 67 kg | M. Rodríguez | 2:0          | A. Shehata    | 2:0           | —                         | —                         | V. Márton  | 0:2        | O. Sobirjonova        | 2:1                   | ausgeschieden | ausgeschieden | Bronze |

### Tennis
Über die ATP-Ranglisten qualifizierten sich drei belgische Tennisspieler für die in Stade Roland Garros ausgetragenen Wettbewerbe.
| Athleten                   | Wettbewerb | 1. Runde             | 1. Runde       | 2. Runde      | 2. Runde      | Achtelfinale         | Achtelfinale      | Viertelfinale | Viertelfinale | Halbfinale    | Halbfinale    | Finale / Platz 3 | Finale / Platz 3 | Rang |
| Athleten                   | Wettbewerb | Gegner               | Ergebnis       | Gegner        | Ergebnis      | Gegner               | Ergebnis          | Gegner        | Ergebnis      | Gegner        | Ergebnis      | Gegner           | Ergebnis         | Rang |
| -------------------------- | ---------- | -------------------- | -------------- | ------------- | ------------- | -------------------- | ----------------- | ------------- | ------------- | ------------- | ------------- | ---------------- | ---------------- | ---- |
| Männer                     |            |                      |                |               |               |                      |                   |               |               |               |               |                  |                  |      |
| Zizou Bergs                | Einzel     | S. Tsitsipas         | 6:76, 6:1, 1:6 | ausgeschieden | ausgeschieden | ausgeschieden        | ausgeschieden     | ausgeschieden | ausgeschieden | ausgeschieden | ausgeschieden | ausgeschieden    | ausgeschieden    | 33   |
| Joran Vliegen Sander Gillé | Doppel     | A. Fils / U. Humbert | 7:5, 6:4       | —             | —             | D. Evans / A. Murray | 3:6, 7:66, [9:11] | ausgeschieden | ausgeschieden | ausgeschieden | ausgeschieden | ausgeschieden    | ausgeschieden    | 9    |

### Tischtennis
Über die ITTF-Weltrangliste konnten sich zwei belgische Tischtennisspieler im Männereinzel für die Spiele qualifizieren.
| Athleten        | Wettbewerb | 1. Runde | 1. Runde | 2. Runde     | 2. Runde | 3. Runde      | 3. Runde      | Achtelfinale  | Achtelfinale  | Viertelfinale | Viertelfinale | Halbfinale    | Halbfinale    | Finale / Platz 3 | Finale / Platz 3 | Rang |
| Athleten        | Wettbewerb | Gegner   | Erg.     | Gegner       | Erg.     | Gegner        | Erg.          | Gegner        | Erg.          | Gegner        | Erg.          | Gegner        | Erg.          | Gegner           | Erg.             | Rang |
| --------------- | ---------- | -------- | -------- | ------------ | -------- | ------------- | ------------- | ------------- | ------------- | ------------- | ------------- | ------------- | ------------- | ---------------- | ---------------- | ---- |
| Männer          |            |          |          |              |          |               |               |               |               |               |               |               |               |                  |                  |      |
| Martin Allegro  | Einzel     | Freilos  | Freilos  | T. Harimoto  | 0:4      | ausgeschieden | ausgeschieden | ausgeschieden | ausgeschieden | ausgeschieden | ausgeschieden | ausgeschieden | ausgeschieden | ausgeschieden    | ausgeschieden    | 33   |
| Cedric Nuytinck | Einzel     | Freilos  | Freilos  | T. Möregårdh | 0:4      | ausgeschieden | ausgeschieden | ausgeschieden | ausgeschieden | ausgeschieden | ausgeschieden | ausgeschieden | ausgeschieden | ausgeschieden    | ausgeschieden    | 33   |

### Triathlon
Über die Einzel-Qualifikationsrangliste erhielt Belgien je zwei Startplätze bei Frauen und Männern. Damit konnte auch eine belgische Mixed-Staffel an den Start gehen.
| Athleten                                                   | Wettbewerb | Zeit      | Rang |
| ---------------------------------------------------------- | ---------- | --------- | ---- |
| Frauen                                                     |            |           |      |
| Claire Michel                                              | Einzel     | 2:02:22 h | 38   |
| Jolien Vermeylen                                           | Einzel     | 1:59:44 h | 24   |
| Männer                                                     |            |           |      |
| Jelle Geens                                                | Einzel     | 1:50:35 h | 42   |
| Marten Van Riel                                            | Einzel     | 1:46:11 h | 22   |
| Mixed                                                      |            |           |      |
| Marten Van Riel Jolien Vermeylen Jelle Geens Claire Michel | Staffel    | DNS       | DNS  |

### Turnen
Bei den Weltmeisterschaften 2023 im heimischen Antwerpen verpassten beide belgischen Mannschaften die Qualifikation für die Olympischen Spiele. Über die Einzelwertungen konnten bei den Männern Luka Van den Keybus und Noah Kuavita namentliche Quotenplätze erreichen. Zudem erhielt der belgische Verband einen weiteren Startplatz, der noch zu vergeben ist. Bei den Frauen sicherte sich Nina Derwael über die Weltcupserie einen persönlichen Startplatz für die Spiele, während sich Maellyse Brassart über die Europameisterschaften 2024 qualifizierte.

#### Gerätturnen
| Athleten            | Wettbewerb       | Qualifikation | Qualifikation | Finale        | Finale        | Rang |
| Athleten            | Wettbewerb       | Punkte        | Rang          | Punkte        | Rang          | Rang |
| ------------------- | ---------------- | ------------- | ------------- | ------------- | ------------- | ---- |
| Frauen              |                  |               |               |               |               |      |
| Nina Derwael        | Schwebebalken    | 12,766        | 43            | ausgeschieden | ausgeschieden | 43   |
| Nina Derwael        | Stufenbarren     | 14,733        | 4             | 14,766        | 4             | 4    |
| Maellyse Brassart   | Boden            | 12,533        | 49            | ausgeschieden | ausgeschieden | 49   |
| Maellyse Brassart   | Schwebebalken    | 11,600        | 69            | ausgeschieden | ausgeschieden | 59   |
| Maellyse Brassart   | Stufenbarren     | 13,766        | 24            | ausgeschieden | ausgeschieden | 24   |
| Maellyse Brassart   | Mehrkampf Einzel | 51,199        | 37            | ausgeschieden | ausgeschieden | 37   |
| Männer              |                  |               |               |               |               |      |
| Glen Cuyle          | Ringe            | 14,900        | 4             | 13,833        | 8             | 8    |
| Luka Van den Keybus | Barren           | 13,033        | 57            | ausgeschieden | ausgeschieden | 57   |
| Luka Van den Keybus | Boden            | 13,533        | 42            | ausgeschieden | ausgeschieden | 42   |
| Luka Van den Keybus | Pauschenpferd    | 12,266        | 52            | ausgeschieden | ausgeschieden | 52   |
| Luka Van den Keybus | Reck             | 13,400        | 33            | ausgeschieden | ausgeschieden | 33   |
| Luka Van den Keybus | Ringe            | 12,700        | 58            | ausgeschieden | ausgeschieden | 58   |
| Luka Van den Keybus | Sprung           | 14,166        | 41            | ausgeschieden | ausgeschieden | 41   |
| Luka Van den Keybus | Mehrkampf Einzel | 79,098        | 37            | ausgeschieden | ausgeschieden | 37   |
| Noah Kuavita        | Barren           | 13,700        | 51            | ausgeschieden | ausgeschieden | 51   |
| Noah Kuavita        | Reck             | 11,866        | 61            | ausgeschieden | ausgeschieden | 61   |